# Стебаево
Стебаево — село Липецкого района Липецкой области. Центр Стебаевского сельсовета. 
Расположено на Воронежском шоссе. В Стебаеве от него идет ответвление в сторону Задонска (25 км).
Достопримечательность: так называемый Барский сад, полностью засажен яблонями разных сортов, в селе было 4 пруда, два из которых высохли, в двух километрах от села находится лес Шипулино, в котором также природный пруд.
В селе есть аэродром, там базируются частные самолёты.
Стебаево стоит в истоке ручья Лячиха.
Известно, что в этом селе в 1812 году построена церковь освященная в честь святой Троицы . Церковь разрушена при советской власти, в 2009 году в селе воздвигли поклонный крест
Название произошло от фамилии Стебаев.
На востоке Стебаева находится кладбище.

## Население
| 1859 | 1897 | 2010 | 2012 |
| ---- | ---- | ---- | ---- |
| 963  | ↘821 | ↘179 | ↗249 |